# Catalina Fernández
Catalina Fernández (ur. 12 grudnia 1986) – kostarykańska siatkarka, grająca jako środkowa. Obecnie występuje w drużynie Universidad de Costa Rica.